# All of the Colours Are Singing
All of the Colours Are Singing ist ein Musikalbum von Jessica Ackerley. Die im Oktober 2022 auf Hawaii entstandenen Aufnahmen erschienen am 16. August 2024 auf AKP Recordings.

## Hintergrund
Ackerleys musikalische Palette sei vielfältig und bewege sich zwischen Kompositionen, freier Improvisation und „Black American Music“ sowie Noise-Klanglandschaften aus experimenteller Rockmusik, die sie in der Band ESSi erkundet hat, notierte Jan Granlie. 2017 und 2019 veröffentlichte sie als Bandleaderin ihr Debüt- und ihr zweites Album – Coalesce und A New Kind of Water, die beide hervorragende Kritiken erhielten. 2022 hat sie eine Band bestehend aus dem Bassisten Walter Stinson und dem Schlagzeuger Aaron Edgcomb zusammengestellt, außerdem ist die Geigerin und Bassistin Concetta Abbate an vier der sieben Stücke des Albums beteiligt, dessen Aufnahme im Oktober 2022 in Manoa Valley auf O’ahu, Hawaii, entstanden war.
Nachdem Ackerley 2021 nach Hawaii gezogen war, begann sie mit Acrylfarbe zu arbeiten. Als sie zum Spielen nach New York zurückkehrte, verbrachte sie infolge der COVID-19-Pandemie in den Vereinigten Staaten ihre Tage auf eine Weise, die sie als Einwohnerin der Stadt selten erlebte. Plötzlich hatte sie Zeit, sich in Kunstgalerien umzusehen, und eines Tages stieß sie im Museum of Modern Art auf eine Ausstellung mit Arbeiten von Georgia O’Keeffe, deren Titel nach einem Zitat der Künstlerin lautete: „Sehen braucht Zeit“. Und diese Kohle-, Bleistift-, Aquarell- und Pastellarbeiten von O’Keefe blieben der Gitarristin im Gedächtnis, und sie nutzte die Erinnerungen an diese Ausstellung, als sie die Musik für dieses Album schrieb.

## Titelliste
- Jessica Ackerley: All of the Colours Are Singing (AKP Recordings)[2]

1. Introduction 4:26
2. Forward Motion Is Never a Straight Line 6:04
3. To See Takes Time 2:47
4. All of the Colours Are Singing 4:22
5. The Dots Are the Connections 4:58
6. Nature Morte: Time is Fleeting 5:44
7. Conclusion: In Four Micro Parts 9:07

Die Kompositionen stammen von Jessica Ackerley.

## Rezeption
Alben wie „A New Kind of Water“ (2019) und „Morning/mourning“ (2021) hätten sich stark der Ästhetik der Ambient-Musik bedient, während sie sich andernorts dem raueren Charme des Post-Rock und Noise-Rock zuwandte, stellte Thomas Blake im KLOF-Magazine fest. All diese Einflüsse seien auf All of the Colours Are Singing zu erkennen, ihrem bislang vielleicht ausgewogensten und kompromisslosesten Album. Ihre neue Musik sei außerdem in einer Phase der Veränderungen geboren, und es scheint, „als ob die Veränderung akzeptiert und in dieser Akzeptanz ein unschuldigerer Zustand gefunden worden wäre“. Tatsächlich fühle sich das ganze Album trotz seiner vielen stilistischen Wechsel und Variationen wie eine einzige, vollständige Reise an. Das sei eine beeindruckende Leistung angesichts der vergleichsweise minimalen Zutaten, mit denen Ackerley arbeitet, und es zeige, wie groß ihr Talent als Musikerin, Komponistin und Improvisatorin ist.
Ackerley würde eine einzigartige Fähigkeit mit ihrem jüngsten Kollaborateur Patrick Shiroishi teilen (der allerdings auf diesen Stücken nicht zu hören ist) – die Fähigkeit, tiefe und widersprüchliche Emotionen durch rein instrumentale Musik auszudrücken, meinte Mike Borella in Avant Music News. Die Aufnahme dieses Albums drücke eine Parallelität zwischen Freude und Trauer aus, die Ackerley gleichzeitig erlebte –. darunter der Verlust eines engen Freundes. In Bezug auf Letzteres würden die Streicher einen düsteren Ton annehmen, während die energischeren Passagen ein Gefühl von Frustration und vielleicht auch Angst vermittelten. Andererseits konzentriere sich das Album auch auf Melodien, die man als federnd beschreiben könnte, wenn nicht Ackerleys charakteristische Phrasierung wäre. Ihre Gitarrenlinien scheinen kurz davor zu sein, sich selbst zu übertreffen, gehen aber nie ganz so weit. Dies führt zu einem vorherrschenden Spannungsgefühl, das als aufmerksamkeitserregender Ohrwurm dient. Bassist Walter Stinson und Schlagzeuger Aaron Edgcomb seien beeindruckende Begleiter, die dieser komplexen und schwer einzuordnenden modernen kreativen Musik ihre eigenen Stimmen hinzufügen.
Im letzten Jahrzehnt habe sich Jessica Ackerley in der kanadischen und amerikanischen Musikszene als einzigartige und vielseitige Gitarristin, Komponistin und Bandleaderin etabliert, schrieb Jan Granlie in Salt Peanuts. In jedem Stück dieses Albums würde sie unterschiedliche Geschichten erzählen, die man im Hinterkopf behalte und an düsteren Tagen wieder aufgreifen könne. Nach Ansicht des Autors sei der Besuch im New Yorker MoMA für Ackerley eine äußerst gut investierte Zeit gewesen. Denn All of the Colours Are Singing sei eine brillante, spannende, kreative und köstliche Veröffentlichung geworden, die einen noch lange begleiten dürfte.